# 패트릭 1,5
패트릭 1,5(Patrik 1,5, Patrik, Age 1.5)는 스웨덴에서 제작된 엘라 렘하겐 감독의 2008년 코미디, 드라마, 멜로/로맨스 영화이다. 구스타프 스카스가드 등이 주연으로 출연하였다.

## 출연

### 주연
- 구스타프 스카스가드
- 토켈 피터손

### 조연
- 아니카 할린
- 야콥 에릭손
- 안티 레이니
- 마리 델레스코그
- 요한 키렌
- 크리스티안 리마 드 파리아
- 매츠 브롬그렌